# KBS-3
KBS-3 är Svensk Kärnbränslehantering AB:s metod där för att ta hand om det använda kärnbränslet. Projekt KärnBränsleSäkerhet (KBS) startades 1976 för att leva upp till villkorslagens krav. Lagen krävde att kärnkraftsföretagen skulle visa att det använda kärnbränslet kunde hanteras och slutförvaras på ett säkert sätt, för att de sex sista reaktorerna i kärnkraftprogrammet skulle få tas i drift. Projektet rapporterades i tre delar:
- KBS-1 behandlade slutförvaring av upparbetat kärnbränsle.
- KBS-2 var den första beskrivningen av direktdeponering av kärnbränsle.
- KBS-3 var en andra och mer djupgående redovisning av ett system för slutförvaring.

I KBS-3 metoden ska det använda kärnbränslet placeras i en kapsel av gjutjärn och koppar. Kapseln bäddas in i bentonitlera på 500 meters djup i det svenska urberget. Tre barriärer ska förhindra det använda kärnbränslet att nå geosfären:

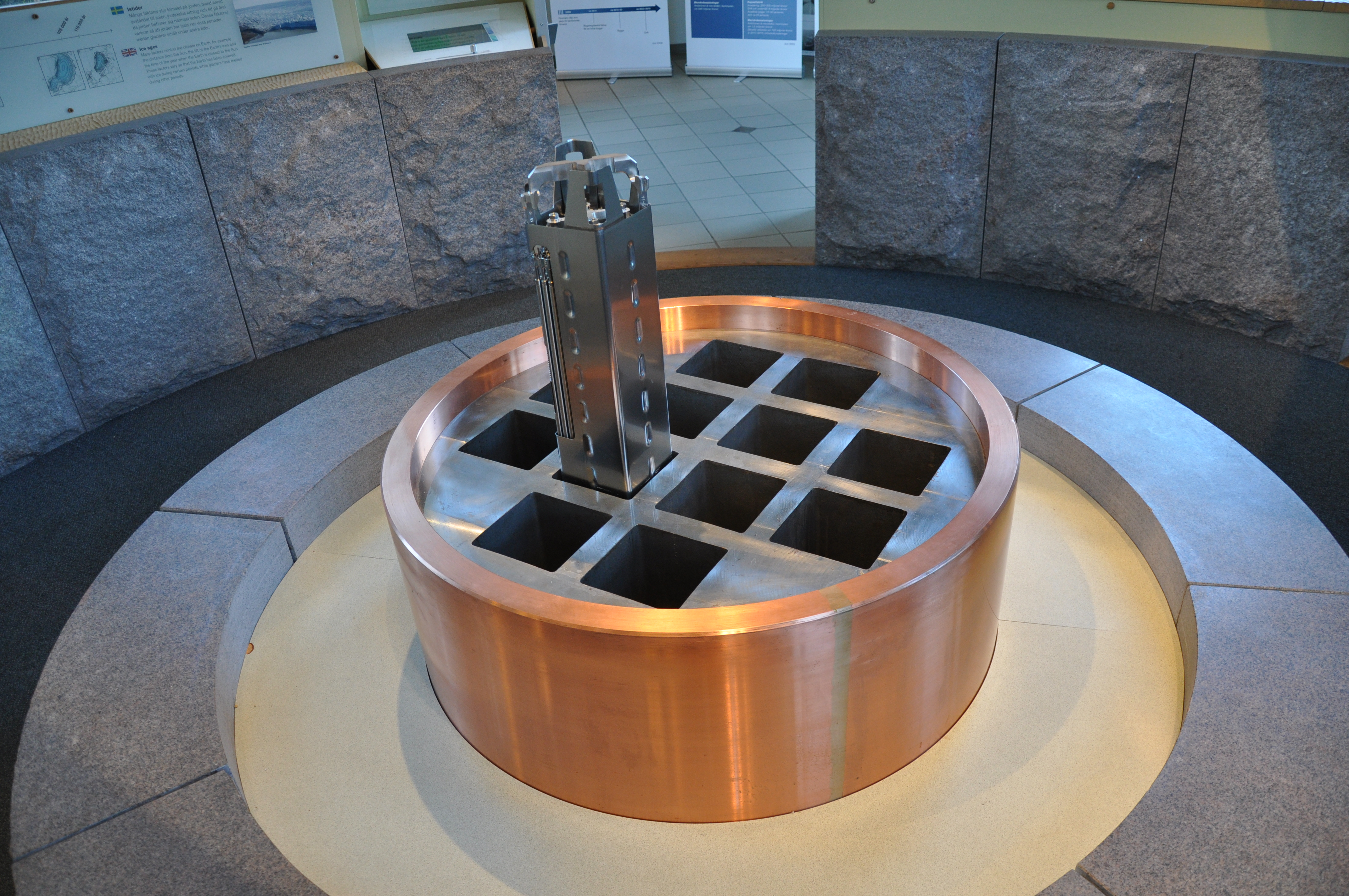
Konceptuppställning av KBS-3, på Äspölaboratoriet. En kopparkapsel utan lock, och markering runtom för bentonitbufferten och berget.

- Kopparkapseln anses vara mycket kemiskt stabil vid de förhållanden som råder på 500 meters djup. Livslängden på kopparkapseln har beräknas vara längre än 100 000 år. [1]
- Bentonitleran har egenskaper som gör den lämplig som barriär. När bentonit kommer i kontakt med vatten sväller den. Eftersom det inte finns någon plats att svälla kommer den istället att bli mycket kompakt med e ett högt svälltryck vilket gör att all transport till och från kapseln kommer att begränsas till diffusion.
- Urberget. Transport av radionuklider sker i vattenförande sprickor och genom s.k. matrisdiffusion, dvs genom graniten. De allra flesta radionuklider från djupförvaret sorberas hårt till mineralytor, vilket kommer att sänka transporthastigheten avsevärt.

Under 2007 publicerade forskare på KTH under ledning av Peter Szakálos rön om att det fanns en okänd process som får koppar att korrodera även i rent syrgasfritt vatten. Frågan har varit aktuell tidigare och då avfärdats. Nya försök har gjorts och SKB hävdade 2014 att processen inte har relevans för slutförvaret. Frågan har ånyo tagits upp i det yttrande som Mark- och miljödomstolen sände in till regeringen i januari 2018, varpå SKB har lämnat in ytterligare underlag i frågan. Den 27 januari 2022 meddelade regeringen att man tillåter slutförvaret för använt kärnbränsle och den inkapslingsanläggning som behövs för att hantera det använda kärnbränslet enligt KBS-3-metoden.